# Grand Cape Mount County
Grand Cape Mount County ist eine Verwaltungsregion (County) in Liberia, sie hat eine Größe von 5 162 km² und besaß bei der letzten Volkszählung (2008) 127.076 Einwohner.

## Geographie
Der Name ist abgeleitet vom Kap Mount, einem topographischen Punkt an der Atlantikküste. Die Verwaltungsregion untergliedert sich in fünf Distrikte. Die Hauptstadt ist Robertsport im Distrikt Commonwealth.
| Distrikt         | Ew. (2008) männlich | Ew. (2008) weiblich | Ew. (2008) Gesamt |
| ---------------- | ------------------- | ------------------- | ----------------- |
| Commonwealth     | 3.298               | 3.249               | 6.547             |
| Garwula          | 13.668              | 13.268              | 26.936            |
| Golakonneh       | 13.157              | 10.361              | 23.518            |
| Porkpa           | 22.208              | 20.407              | 42.615            |
| Tewor            | 13.348              | 14.112              | 27.460            |
| Grand Cape Mount | 65.679              | 61.397              | 127.076           |

Die Region liegt im äußersten Westen Liberias, grenzt im Westen an Sierra Leone und im Süden an den Atlantik.

In der Region befindet sich der Piso-See. Der am 2. Juli 2003 als Ramsar-Gebiet ausgewiesene See ist der größte Liberias.

## Politik
Bei den 2005 durchgeführten ersten demokratischen Senatswahlen nach dem Bürgerkrieg wurden Abel Momolu Massalay und James Kormah Momo – beide von der NPP gewählt.
Der wichtigste Grenzübergang zum Nachbarland Sierra Leone, Bo Waterside am Unterlauf des Mano wurde im Juni 2007 wiedereröffnet. Der Verkehrsweg war bereits in den 1970er Jahren eine wirtschaftliche Voraussetzung zur Schaffung der Mano River Union.

## Kultur und Sehenswürdigkeiten
In der Hauptstadt Robertsport wurde 1975 das Tubman Centre of African Culture eröffnet, es diente als kulturelle Begegnungsstätte und war mit einer bedeutenden Sammlung zeitgenössischer Kunst ausgestattet. Das Gebäude ist heute eine Ruine am westlichen Stadtrand.